# Берті Гілл
Берті Гілл (англ. Bertie Hill, 7 лютого 1927 — 5 серпня 2005) — британський вершник.
Олімпійський чемпіон 1956 року в командному триборстві.
Чемпіон Європи з кінного триборства 1953, 1954, 1955 років у командному триборстві, 1954 року в індивідуальному триборстві, бронзовий призер 1955 року в індивідуальному триборстві.